# Halysidota nigrilinea
Halysidota nigrilinea là một loài bướm đêm thuộc phân họ Arctiinae, họ Erebidae.